# Tjärnen (Överkalix socken, Norrbotten, 736180-181175)
Tjärnen är en sjö i Överkalix kommun i Norrbotten och ingår i Kalixälvens huvudavrinningsområde. Tjärnen ligger i Torne och Kalix älvsystem Natura 2000-område.